# Zúzódás

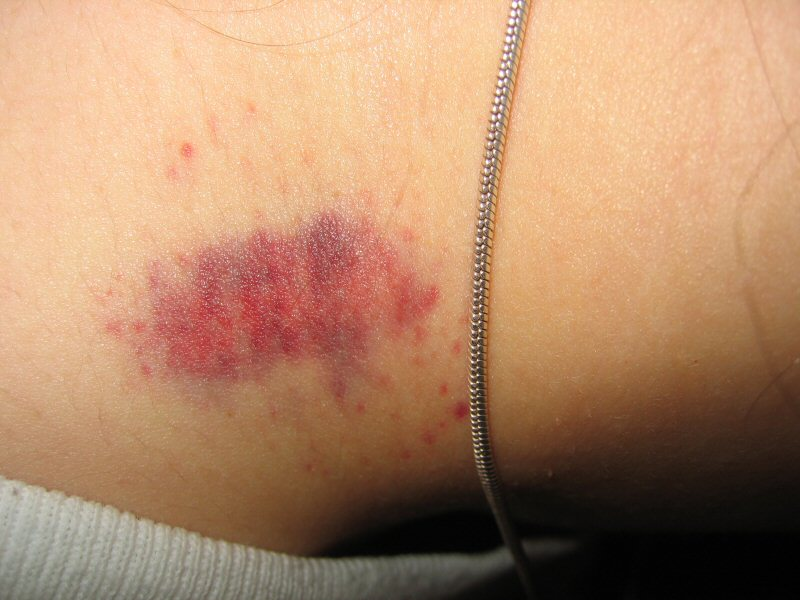
Zúzódás karon

A zúzódás (latinul: Contusio) a bőrfelület alatti szövet károsodását jelenti, amelyet tompa trauma okoz.

## Leírása
Jellegzetesen elszíneződés kíséri, amelyet a bőr alatt futó erek, hajszálerek sérülése vált ki. A vér a szövetek közé áramlik, emiatt az érintett terület kékes-lilás elszíneződést mutat, felduzzad. Az érintett végtag mozgatásának megszüntetésével együtt a fájdalom is jelentősen enyhülhet.
Kísérheti csonttörés is, az ütőfegyverek (harci kalapács, buzogány) által kiváltott sebesülések egyik fő formája a csonttörés és a szakítás mellett.